# The Making of Scenes from a Memory
The Making of Scenes from a Memory è un bootleg del gruppo musicale statunitense Dream Theater, pubblicato nel 2003 dalla YtseJam Records.

## Descrizione
Si tratta della prima uscita appartenente al catalogo "Studio Series", ed è costituito da due dischi: il primo contiene le sessioni di registrazione di tutte le tracce successivamente inserite nel quinto album in studio Metropolis Pt. 2: Scenes from a Memory, mentre il secondo contiene le medesime tracce missate in modo differente (ad eccezione di Regression, The Dance of Eternity, One Last Time e Finally Free, rimaste invariate nella versione definitiva).

## Tracce
CD 1 – The Sessions
1. Regression (Acoustic Guitar Outtake & Alternate Vocal Take) – 2:03
2. Overture 1928 (Live Alternate Take) – 3:44
3. Strange Déjà Vu (Writing, Basic Tracks & Vocals) – 5:01
4. Fatal Tragedy (Writing, Basic Tracks & Vocals) – 4:01
5. Beyond This Life (Writing, Basic Tracks & Vocals) – 7:03
6. Through Her Eyes (Alternate Vocal Take & Alternate Sax Take) – 4:50
7. Home (Writing Sessions) – 6:31
8. Home (Very 1st Live Run Through of 1st Half) – 7:09
9. The Dance of Eternity (Live Rehearsal of Section A) – 2:58
10. The Dance of Eternity (Writing Sessions) – 5:53
11. The Spirit Carries On (Live Rehearsal of Original Arrangement) – 5:12
12. The Spirit Carries On (Choir Session Outtakes) – 6:43
13. The Spirit Carries On (JP Vocal Demo) – 2:35
14. Finally Free (Alternate Vocals & Outro Vamp Outtakes) – 5:31
15. Finally Free (Original Sequencer Demo) – 7:43

CD 2 – The Alternate Mixes
1. Opening Scene – 1:22
2. Regression – 1:39
3. Overture 1928 – 3:38
4. Strange Déjà Vu – 5:19
5. Through My Words – 1:55
6. Fatal Tragedy – 6:16
7. Beyond This Life – 11:30
8. Through Her Eyes – 6:03
9. Home – 13:03
10. The Dance of Eternity – 6:15
11. One Last Time – 3:50
12. The Spirit Carries On – 6:48
13. Finally Free – 11:51

## Formazione
Gruppo
- James LaBrie – voce
- John Petrucci – chitarra, cori
- John Myung – basso
- Jordan Rudess – tastiera
- Mike Portnoy – batteria, percussioni, cori

Altri musicisti
- Theresa Thomason – voce in Through Her Eyes e in The Spirit Carries On
- Jay Beckenstein – sassofono (CD2: traccia 8)

Produzione
- David Bottrill – missaggio (CD 2)
- Doug Oberkircher – mastering